# Roger Serrano Delgado
Roger Serrano Delgado (Castellfullit del Boix, 30 de enero de 1991) es un deportista español que compite en triatlón. Ganó dos medallas de bronce en el Campeonato Europeo de Xterra Triatlón en los años 2017 y 2018.

## Palmarés internacional
| Campeonato Europeo | Campeonato Europeo     | Campeonato Europeo | Campeonato Europeo |
| Año                | Lugar                  | Medalla            | Prueba             |
| ------------------ | ---------------------- | ------------------ | ------------------ |
| 2017               | Møns Klint (Dinamarca) | Medalla de bronce  | Individual         |
| 2018               | Olbersdorf (Alemania)  | Medalla de bronce  | Individual         |